# Ectyphus pretoriensis
Ectyphus pretoriensis är en tvåvingeart som beskrevs av Mario Bezzi 1924. Ectyphus pretoriensis ingår i släktet Ectyphus och familjen Mydidae. Inga underarter finns listade i Catalogue of Life.